# Бутсианис, Кон
Кон Бутсианис (англ. Con Boutsianis, греч. Κωνσταντίνος Μπουτσιάνης; 27 декабря 1971, Мельбурн, Австралия) — австралийский футболист греческого происхождения. Выступал за сборную Австралии.

## Карьера

### Клубная
Воспитанник футбольной школы ФК «Саут Мельбурн», за который дебютировал в Национальной лиге соккера в 1989 году. В 1996 году перешёл в клуб «Хайдельберг Юнайтед», игравший в лиге штата Виктория (второй дивизион Австралии), а перед началом сезона 1996/97 подписал контракт с новичком Национальной лиги «Коллингвуд Уорриорс». В 1997 году в течение недолгого времени играл за «Бентли Гринс», потом перешёл в «Перт Глори», в котором за 2 сезона забил 25 голов.
В 1999 году Бутсианис подписал контракт с английским «Болтон Уондерерс». Однако, в это время в Австралии он был подозреваемым в ограблении мельбурнского ресторана. По результатам расследования он был оправдан, но в составе английского клуба из-за следственных действий так и не сумел закрепиться, и не сыграв ни одного матча в Англии, вернулся в австралийскую лигу.
Сезон 2000/01 стал для Бутсианиса одним из самых удачных, в этом году он забил 14 голов в 30 матчах за «Саут Мельбурн» и пробился в национальную сборную, а его клуб завоевал второе место в чемпионате. Но дальше его карьера стала клониться к закату. Первую половину следующего сезона он провёл в клубе «Футбал Кингз» и не сыграл за него ни одного матча, потом опять вернулся в «Саут Мельбурн» (15 матчей, 8 голов), но в следующих сезонах за мельбурнский клуб был далеко не так заметен.
Заключительный этап своей карьеры Кон Бутсианис провёл в лиге штата Виктория, сменив за 5 сезонов 5 клубов. Последней его командой стал «Малверн Сити».

### В сборной
Дебютировал в сборной Австралии в матчах отборочного турнира чемпионата мира-2002. 9 апреля 2001 года в матче со сборной Тонга (22:0) он вышел на замену и забил гол. Через 2 дня в матче с Американским Самоа (31:0) он вышел в стартовом составе и сделал хет-трик. Всего за сборную он сыграл 4 матча, последней стала игра с Японией в августе 2001.

### Тренерская
В 2008 году Бутсианис работал в тренерском штабе женской олимпийской сборной США, тренировал исполнение стандартных положений. В настоящее время состоит в тренерском штабе клуба «Голд-Кост Юнайтед».

## Голы за сборную
| Дата           | Место                                   | Противник          | Счёт | Итог игры | Турнир                             | Забитые голы (итого) |
| -------------- | --------------------------------------- | ------------------ | ---- | --------- | ---------------------------------- | -------------------- |
| 9 апреля 2001  | Международный стадион BCU, Коффс-Харбор | Тонга              | 22:0 | Победа    | Чемпионат мира 2002 (квалификация) | 1 (1)                |
| 11 апреля 2001 | Международный стадион BCU, Коффс-Харбор | Американское Самоа | 31:0 | Победа    | Чемпионат мира 2002 (квалификация) | 3 (4)                |

## Достижения
- Чемпион Австралии 1990/91, 1997/98
- Обладатель Dockerty Cup 1989, 1991, 1993, 1995